# Atropin
Atropin je jedan od najstarijih poznatih lijekova. Alkaloid je dobiven iz biljaka velebilje (Atropa), bunike (Hyoscyamus), bijeli bun (Scopolia carniolica) i tatula (Datura stramonium). Ime je dobio upravo po velebilju. Velebilje je biljka iz porodice pomoćnica (Solanaceae), a koristila je još u pradavna vremena za spravljanje "čudotvornih" napitaka i "vještičjih masti". Naime, atropin i skopolamin iz velebilja, imaju učinak na središnji živčani sustav izazivajući halucinacije i sedativno djelovanje.

## Farmakoterapijska skupina i djelovanje
Atropin djeluje na autonomni živčani sustav i to na parasimpatikus na način da se veže za muskarinske receptore (na koje se inače vezuje acetilkolin) uzrokujući njihovu blokadu. Zbog toga parasimpatikus ostaje blokiran pa zbog toga atropin (i njemu slično djelujuće polu/sintetske spojeve) nazivamo parasimpatolitik. Parasimpatikus inervira probavni sustav i njegovom blokadom počinje dominirati utjecaj simpatikusa na probavni sustav što uzrokuje relaksaciju glatkog mišićja probavnog sustava i kontrakciju sfinktera. Jasno je da će lijek takvog djelovanja ublažiti grčeve i zaustaviti preveliku pokretljivost crijeva. Naravno, atropin neće djelovati samo na probavni sustav nego na sve sustave kojima upravlja autonomni živčani sustav - praktički na cijeli organizam. Zbog toga atropin ima brojne nuspojave. Pri većim koncentracijama atropin uzrokuje blokadu svih parasimpatičkih funkcija organizma, ali je on izuzetno siguran lijek za odrasle osobe. Do teških trovanja može doći pri pokušajima samoubojstava ili namjernih izazivanja halucinacija, te slučajnim konzumiranjem velebilja (npr. planinari). Simptomi su otrovanja suha usta, proširene zjenice, tahikardija (ubrzanje rada srca), crvenilo i toplina kože, aritmije, uznemirenost, halucinacije i derilij koji traje i do tjedan dana. Tjelesna temperatura je često povišena, a kako su djeca puno osjetljivija na hipertermičke učinke atropina treba ga smatrati vrlo opasnim lijekom za primjenu u djece.

## Terapijske indikacije
- kod spazma pilorusa, hipertonusa tankog crijeva, hipermotiliteta kolona, bilijarnog spazma, ureteralnih kolika i spazma grkljana
- u preanestetskoj medikaciji za prevenciju ili reduciranje sekretorne aktivnosti respiratornog trakta
- kod otrovanja muskarinom, digitalisom, pilokarpinom, fizostigminom, organofosfornim spojevima, insekticidima i karbamatima (antidot)
- kod poremećaja srčanog ritma i arterijskog tlaka tijekom anestezije
- u slučaju atrioventrikularnog srčanog bloka uzrokovanog povišenim tonusom nervusa vagusa
- u slučaju teške bradikardije i sinkope zbog hiperaktivnog refleksa sinusa karotikusa
- kod sinus bradikardije
- u parkinsonizmu (za smanjenje rigiditeta i tremora)
- kod radioloških pretraga (za relaksaciju gornjeg dijela probavnog sustava i kolona), te u slučaju vagalnih reakcija na rendgenske kontraste
- kod poremećaja funkcije urotrakta (za sniženje tonusa mišića detrusora mokraćnog mjehura)
- kod hipertoniciteta uterusa
- u stres ehokardiografiji (u kombinaciji dobutamin-atropin ili dipiridamol-atropin).

## Kontraindikacije
- preosjetljivost na atropin ili druge antikolinergike, odnosno neki od pomoćnih sastojaka lijeka
- glaukom, sinehije šarenice i leće (povećan intraokularni tlak)
- tahikardija, nestabilni kardiovaskularni status u akutnom krvarenju, ishemija miokarda
- opstrukcija ili stenoza probavnog sustava, paralitički ileus, intestinalna atonija starijih bolesnika, teški ulcerozni kolitis, toksični megakolon, bolest jetre
- opstruktivna uropatija, bolest bubrega
- mijastenija gravis
- bronhalna astma.

## Mjere opreza
Bolesnici s većim rizikom nuspojave su dojenčad, mala djeca, osobe s Downovim sindromom, bolesnici s oštećenjem mozga ili spastičkom paralizom. 
U slučaju povišene temperature okoline u kojoj se primjenjuje lijek, veća je vjerojatnost pojave povećane tjelesne temperature i toplinskog udara, zbog smanjenog znojenja nakon primjene antikolinergika.
Primjena atropina kod proljeva smatra se neadekvatnom i potencijalno opasnom, jer proljev može biti i simptom parcijalne intestinalne opstrukcije. 
Kod predisponiranih pojedinaca moguća je pojava antikolinergičke psihoze (konfuzija, halucinacije, ataksija, koma i dr.), koja se obično povlači 12-24 sata nakon prekida primjene lijeka.

## Interakcije
Klinički su najznačajnije interakcije atropin-sulfata s ciklopropanom, ketokonazolom i kalij-kloridom. Ostale klinički značajne interakcije su interakcije s drugim antikolinergicima, amantadinom, antimijastenicima, atenololom, digoksinom, fenotijazinima, haloperidolom, metoklopramidom, opioidnim analgeticima, tricikličkim antidepresivima.

## Trudnoćaidojenje
Atropin prolazi kroz placentu. Primjena atropin-sulfata dozvoljena je samo kada, prema procjeni liječnika, moguća korist za trudnicu prevladava moguće rizike po fetus. Atropin se izlučuje u majčino mlijeko te potencijalno može predstavljati rizik za dojenče. Tijekom primjene lijeka dojilje ne smiju dojiti.

## Posebna upozorenja

### Stariji bolesnici
Stariji bolesnici i kod primjene malih doza antikolinergika mogu reagirati uzbuđenjem, agitacijom, smetenošću. Ovi bolesnici posebno su osjetljivi na neke antikolinergičke nuspojave, kao što su: konstipacija, suhoća usta, te retencija urina. Također postoji opasnost od razvoja simptoma nedijagnosticiranog glaukoma. Primjena atropina kod ovih bolesnika može imati utjecaja i na smanjenje funkcija pamćenja.

### Bolesnici s hipertrofijom prostate
U ovih bolesnika postoji znatno povećana opasnost od nastanka zastoja mokraće.

### Bolesnici s kroničnim bolestimaplućai srca
Smanjena bronhalna sekrecija dovodi do zgušnjavanja prisutnog bronhalnog sekreta i stvaranja bronhalnih čepova, što može utjecati na smanjenje funkcije pluća i srca.

### Utjecaj na rezultate laboratorijskih testova
Primjena atropina može izmijeniti rezultate nekih laboratorijskih testova: testa sekrecije želučane kiseline, testove gastričkog pražnjenja i testa izlučivanja fenolsulfonftaleina.

### Utjecaj na sposobnost upravljanja vozilima i strojevima
Nakon primjene atropina mogući su vrtoglavica i smetnje vida, što u određenim okolnostima može utjecati na smanjenje psihofizičkih sposobnosti bolesnika u radnjama koje zahtijevaju mentalnu pozornost, kao što je rad sa strojevima ili upravljanje vozilom.

## Doziranje
Atropin se primjenjuje supkutano, intramuskularno ili vrlo polagano intravenski.  Bolesnike u kojih se lijek primjenjuje treba sve vrijeme pratiti zbog mogućnosti pojave smetnji srčanog ritma od bradikardije (kod srčanih blokova) i tahikardije do ventrikularne fibrilacije. 

### Uobičajena shema doziranja za odrasle
- antikolinergičko djelovanje - parenteralno 0,5 mg (0,4-0,6 mg) svakih 4-6 sati
- bradiaritmije - intravenski 0,4-1 mg, ponoviti po potrebi za 1 ili 2 sata do maksimalne doze od 2 mg
- preanestetička medikacija (profilaksa ekscesivne salivacije i sekrecije respiratornog trakta tijekom anestezije) - parenteralno 1 sat do najkasnije 1/2 sata prije indukcije anestezije u dozi od 0,2-0,6 mg
- antidot inhibitorima kolinesteraze - početno 2-4 mg intravenski, zatim svakih 5-10 minuta po 2 mg do nestanka muskarinskih simptoma ili pojave znakova toksičnosti atropina
- antidot muskarinu kod otrovanja gljivama - intravenski ili intramuskularno 1-2 mg svaki sat do povlačenja respiratornih simptoma
- antidot organofosfornim pesticidima - intravenski ili intramuskularno 1-2 mg, ponavljati svakih 20-30 minuta do povlačenja cijanoze. Primjenu atropina treba nastaviti do potpunog izlječenja (ponekad 2 dana ili više)
- gastrointestinalna radiografija - intramuskularno 1 mg
- dobutamin-atropin stres ehokardiografija - dobutamin se primjenjuje intravenski u infuziji s početnom dozom od 10 µg/kg/min. Svake 3 minute doza se povećava za dodatnih 10 g/kg/min, do maksimalne doze od 40 g/kg/min. U bolesnika u kojih se nakon 6 minuta ne postigne 85 %-tna vrijednost maksimalne srčane frekvencije s obzirom na dob te se ne jave znakovi ishemije miokarda, potrebno je intravenski primijeniti atropin u dozi od 0,25 mg. Usporedno s primjenom infuzije dobutamina, doza atropina može se ponavljati svake minute do maksimalne doze od 1 mg
- dipiridamol-atropin stres ehokardiografija - dipiridamol se primjenjuje u infuziji tijekom 4 minute u dozi od 0,56 mg kg. Nakon toga slijedi pauza od 4 minute. Ako se ne pojave znakovi ishemije, slijedi infuzija tijekom 2 minute u dozi od 0,28 mg/kg. U bolesnika u kojih se nakon 3 minute ne postigne 85 %-tna vrijednost maksimalne srčane frekvencije s obzirom na dob te se ne jave znakovi ishemije miokarda, potrebno je intravenski primijeniti atropin u dozi od 0,25 mg.

Atropin se može ponavljati svake minute do maksimalne doze od 1 mg.

### Uobičajena shema doziranja za djece
- preanestetička medikacija - supkutano u preporučenoj dozi prema tjelesnoj masi (pogledati tablicu)
- antikolinergičko djelovanje - supkutano 0,01 mg/kg tjelesne mase, svakih 4-6 sati
- aritmije - intravenski 0,01-0,03 mg/kg tjelesne mase
- antidot inhibitorima kolinesteraze - intravenski ili intramuskularno početno 1 mg, zatim 0,5-1 mg svakih 5-10 minuta do nestanka muskarinskih simptoma ili pojave znakova toksičnosti atropina.

## Predoziranje

### Simptomi
- gastrointestinalni - suha usta, žeđ, povraćanje, mučnina, distenzija abdomena, otežano gutanje;
- živčani - stimulacija SŽS-a, delirij, anksioznost, nemir, stupor, povišena tjelesna temperatura, neorijentiranost, vrtoglavica, glavobolja, epileptički napadi, halucinacije, ataksija, konvulzije, koma, psihotično ponašanje;
- kardiovaskularni - zatajenje cirkulacije, tahikardija i tahipneja, vazodilatacija, tahikardija sa slabim pulsom, hipertenzija ili hipotenzija, depresija respiracije, palpitacije;
- genitourinarni - smetnje mokrenja;
- oči - zamućenje vida, fotofobija, dilatirane pupile;
- ostalo - leukocitoza, crvena, vruća, suha koža, osip.

### Liječenje predoziranja
U liječenju predoziranja primjenjuje se:
- fizostigmin u dozi od 0,2 - 4 mg do maksimalne doze od 6 mg (2 mg u djece), primjenjuje se polagano intravenski tako da se ne prekorači brzina od 1 mg/min
- neostigmin metilsulfat može se primijeniti u zamjenu za fizostigmin i to intravenski u dozi od 0,25-2,5 mg. Doza se u slučaju potrebe može ponoviti svaka 2-3 sata.
- Osim toga provodi se simptomatsko liječenje uz primjenu diazepama te ostalih uobičajenih mjera za održanje normalne funkcije organizma.

## Nuspojave
Intravenska primjena atropina u svrhu anestetičke premedikacije uključuje u sebi očekivani rizik od nastanka nuspojava. Aritmije srca očekuju se kod gotovo trećine bolesnika: najčešće AV disocijacija, kod djece atrijske aritmije.
Zbog smanjene salivacije dolazi do pojave suhoće usta i ždrijela. Kod većih doza javljaju se promuklost, žeđ, smetnje vida, retencija urina, crvenilo kože i tahikardija. U pojedinim slučajevima mogu se pojaviti i nuspojave na gastrointestinalnom sustavu: promjene okusa, mučnina, povraćanje, disfagija, žgaravica, konstipacija, osjećaj nadutosti, paralitički ileus; na genitourinarnom sustavu (u pojedinim slučajevima moguća je impotencija); na očima: midrijaza, fotofobija, cikloplegija, povišeni očni tlak; na kardiovaskularnom sustavu - ponekad se mogu javiti i palpitacije te bradikardija (uz male doze atropina); na središnjem živčanom sustavu: glavobolja, crvenilo lica, nemir, slabost, vrtoglavica, konfuzija, nesanica, povišena tjelesna temperatura, uzbuđenje. U rijetkim slučajevima mogu se javiti anafilaksija, urtikarija, supresija laktacije, kongestija nosa.